# Sveriges liberala ungdomsförbund
Sveriges liberala ungdomsförbund, politiskt ungdomsförbund till Sveriges liberala parti, det mindre av de två liberala partier som 1934 gick samman och bildade folkpartiet. Sveriges liberala ungdomsförbund har rötterna i det äldre Sveriges frisinnade ungdomsförbund, som upplöstes 1927. Vid denna tid bildades en ungliberal grupp som år 1930 tog ställning för Sveriges liberala parti och så småningom antog namnet Sveriges liberala ungdomsförbund. När folkpartiet bildades 1934 slogs Sveriges liberala ungdomsförbund ihop med Sveriges frisinnade ungdomsförbund (som återbildats 1928) till folkpartiets ungdomsförbund, numera kallat Liberala ungdomsförbundet.